# HIROMI ON STAGE〜よろしく哀愁〜
『HIROMI ON STAGE〜よろしく哀愁〜』（ヒロミ・オン・ステージ・よろしくあいしゅう）は、日本のアイドル歌手・郷ひろみが1974年12月10日にCBS・ソニーレコードから発売した1枚目のライブアルバムである。

## 内容
前作『ひろみの朝・昼・晩』から約6ヶ月ぶり、初のライブアルバム。
今作は同年10月20日に大阪PLランドで開催された自身初のワンマンライブの音源を収録した作品。
バックバンドはフォー・ジェッツが務めた。
オリコンチャート初登場4位を獲得。デビューから5作連続トップ5入りを果たした。
なおこの作品がジャニーズ事務所 在籍時代最後のアルバムとなった。

## 収録曲
1. オープニング・テーマ
レッド・ツェッペリンの移民の歌のインストゥルメンタルバージョンが使用された。
2. ツイストは踊れない
エルトン・ジョンの同名曲のカバー。
3. よろしく哀愁
4. 夢を破らないで
5. ジェット
ウイングスの同名曲のカバー。
6. イマジネーション
グラディス・ナイト＆ピップスの同名曲のカバー。
7. メリー・ジェーン
つのだ☆ひろの同名曲のカバー。
8. 裸のビーナス
9. モナリザの秘密
10. THAT'S MY GIRL
オズモンズの同名曲の日本語版カバー。
11. 花とみつばち
12. UTAH
オズモンズの同名曲のカバー。
13. 君は特別
14. 小さな体験